# Alano di Piave
Alano di Piave este o comună din provincia Belluno, regiunea Veneto, Italia, cu o populație de 2.701 locuitori (1 ianuarie 2023) și o suprafață de 36,52 km².

## Demografie
Alano di Piave - evoluția demografică

|  | Graficele sunt indisponibile din cauza unor probleme tehnice. Mai multe informații se găsesc la Phabricator și la wiki-ul MediaWiki. |

Date: Recensăminte sau birourile de statistică - grafică realizată de Wikipedia